# Les Lilas
Les Lilas és un municipi francès continu a París (al nord-est de París), situat al departament de Sena Saint-Denis i a la regió de l'Illa de França.
Forma part del cantó de Bagnolet i del districte de Bobigny. I des del 2016, de la divisió Est Ensemble de la Metròpoli del Gran París.
L'any 1999 tenia 20.226 habitants. El metro de París hi té dues parades, una d'elles al centre de la vil·la, i l'altra a l'entrada d'aquesta des de la capital.

## Agermanament
Des de 1984, Les Lilas està agermanada amb  Völklingen (Alemanya).

## Geografia
El municipi forma part de l'àrea metropolitana de París, i està situat darrere del turó de Belleville, a l'est de París i al sud del departament de Seine-Saint-Denis. A més de París, Les Lilas limita amb els municipis de Le Pré-Saint-Gervais, Pantin, Romainville i Bagnolet.

### Com anar
La línia 11 (de color marró) del metro de París comunica directament el centre de la capital amb dues parades a Lilas; Porte des Lilas, a prop del cinturó o ronda (périphérique) que separa ambdues ciutats, i Mairie de Lilas, al centre de la vil·la. A més, també hi passen els autobusos parisencs 105, 115, 129, 170, 249 i 330. El municipi té una línia d'autobús circular, el tillbus, que funciona tots els dies excepte diumenges i festius. El municipi de Les Lilas comparteix amb Paris i altres de la seva àrea metropolitana el servei de Vélib' per a bicicletes, similar al Bicing de Barcelona. No s'hi atura cap tren de rodalia (en francès, RER). Per anar als aeroports de Charles de Gaulle (Roissy) o d'Orly, el més fàcil és prendre la línia 11 de metro fins al final, a Châtelet-Les Halles, i allà agafar el tren de rodalia RER B (color blau), cap al nord o cap al sud respectivament.
En transport privat és molt fàcil anar des de la ronda de París, sortint per la sortida Porte des Lilas (en català, porta o sortida de Les Lilas). L'autopista més propera és la A-3, que uneix l'aeroport de Charles de Gaulle amb la ronda de Paris, entrant per la porta de Bagnolet, al sud de la porta de Les Lilas.

## Història

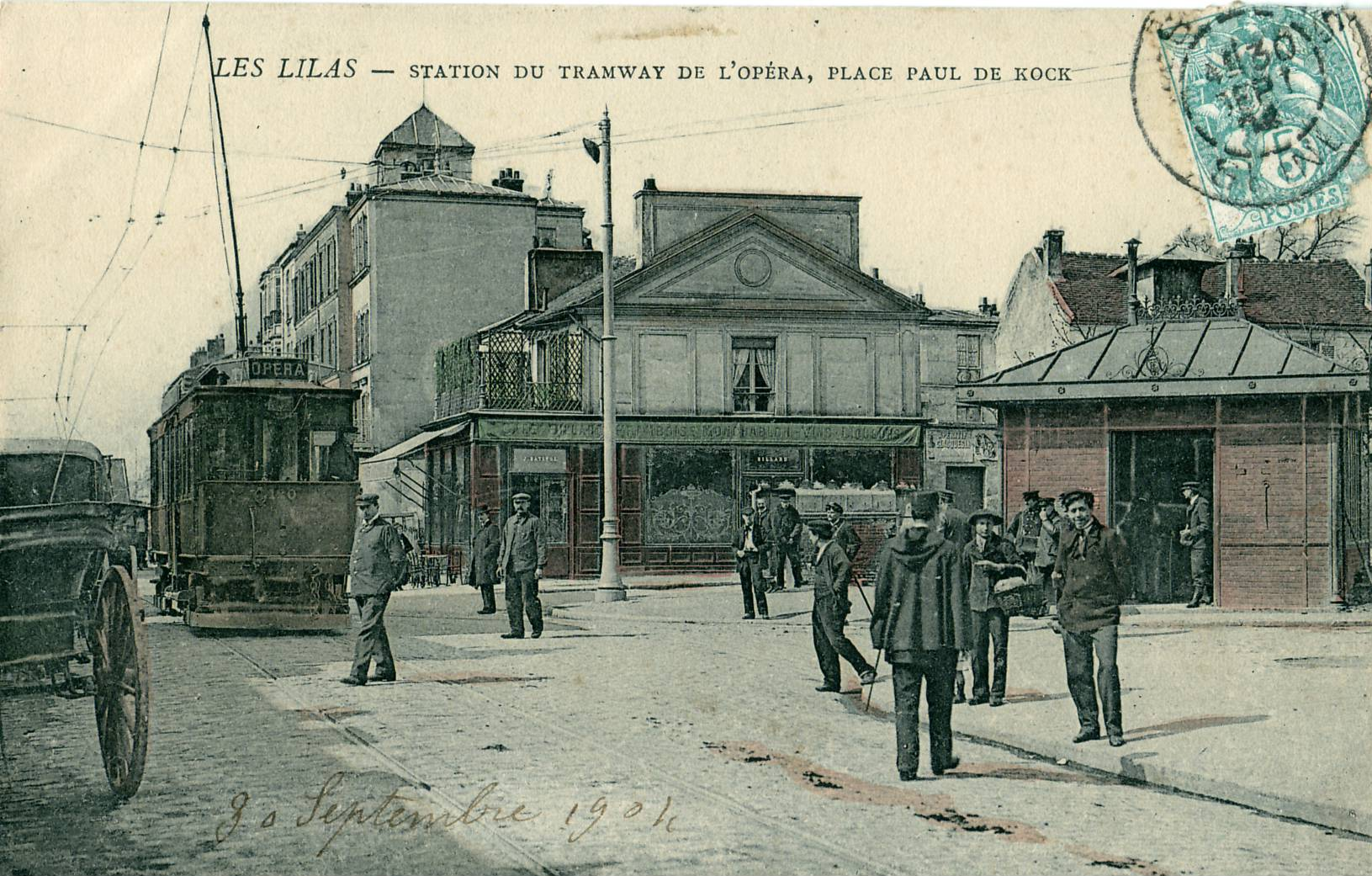
Les Lilas, l'any 1904

Al segle xviii encara no vivia ningú al territori on actualment es troba Les Lilas, que estava cobert de bosc, vinyes i camps; i el 1820 encara comptava només amb tres cases. Però de 1810 a 1845 es va convertir en un indret típic de passeig i de contacte amb la natura per part dels parisencs de ciutat, que més tard van construir-hi residències. Es va crear ràpidament una zona urbanitzada i habitada per dues mil persones que depenia de forma fragmentada dels altres diferents municipis veïns, i que no tenien escola ni serveis ni drets propis.
El municipi de Les Lilas es va crear el 24 de juliol de 1867 per mitjà de l'agrupació d'una part dels territoris dels municipis veïns de Romainville, Pantin i Bagnolet. El nom que va prendre finalment, Les Lilas (en català, les liles), fan referència a una flor ornamental bastant habitual tant als jardins d'aquest municipi i de zones properes. Tanmateix, en el seu moment hom s'havia plantejat d'altres noms com per exemple Napoleon-le-Bois (el bosc Napoleó) o Commune-de-Padoue (municipi de Padoue, sembla que el duc de Padoue hi havia viscut).

## Heràldica
- Escut: Or i verd, sembrat de liles fresques.
- Lema: J'étais fleur, je suis cité (Vaig ser una flor, sóc ciutat)

## Curiositats
- Hi ha una pel·lícula de René Clair que transcorre al barri: Porte des Lilas.
  - Georges Brassens hi participa com a actor i cantant algunes cançons.
  - La cançó Les lilas, de Georges Brassens, no surt al film però també té relació amb el tema.[5]
- Les Lilas és coneguda a França, entre altres coses, perquè és on se situa la cançó "Le poinçonneur des Lilas" (El revisor de Les Liles), de Serge Gainsbourg, que parla d'un revisor de metro que es passa el dia fent petits forats als tíquets de la gent que entra, per a validar-los, dintre d'un "forat" (l'interior de l'estació de metro).[6][7]
- A Les Liles viu actualment l'exilliada família reial de Montenegro.